# Neasarta
Neasarta és un gènere d'arnes de la família Crambidae. Conté només una espècie, Neasarta nyctichroalis, que es troba a Sri Lanka.